# 皮內帕克 (密蘇里州)
皮內帕克（英語：Piney Park）是位於美國密蘇里州富蘭克林縣的非建制地區。

## 地理
皮內帕克所處的海拔為高於海平面232米（即761英呎），而該地所採用的時區為UTC-6，即北美中部時區（CST）。同時該地設有夏令時間，為UTC-6調快一小時，即UTC-5（CDT）。